# Isabel de Quadros
Isabel Demarco de Quadros (* 13. Juni 1999 in Porto Alegre) ist eine brasilianische Leichtathletin, die sich auf den Stabhochsprung spezialisiert hat.

## Sportliche Laufbahn
Erste internationale Erfahrungen sammelte Isabel de Quadros im Jahr 2016, als sie bei den U18-Südamerikameisterschaften in Concordia mit übersprungenen 3,70 m die Bronzemedaille im Stabhochsprung gewann. Im Jahr darauf belegte sie bei den U20-Panamerikameisterschaften in Trujillo mit 3,80 m den vierten Platz und 2018 schied sie bei den U20-Weltmeisterschaften in Tampere mit 3,95 m in der Qualifikation aus, ehe sie bei den U23-Südamerikameisterschaften in Cuenca mit einer Höhe von 4,00 m die Bronzemedaille hinter ihrer Landsfrau Juliana Campos und Stefany Castillo aus Kolumbien gewann. 2019 belegte sie bei den Südamerikameisterschaften in Lima mit 3,71 m den fünften Platz und 2021 gewann sie bei den Südamerikameisterschaften in Guayaquil mit übersprungenen 4,00 m die Silbermedaille hinter der Kolumbianerin Castillo. Mitte Oktober siegte sie bei den U23-Südamerikameisterschaften ebendort mit neuer Bestleistung von 4,25 m und Anfang Dezember siegte sie mit übersprungenen 4,20 m bei den erstmals ausgetragenen Panamerikanischen Juniorenspielen in Cali. Im Jahr darauf siegte sie mit neuem Meisterschaftsrekord von 4,10 m bei den Hallensüdamerikameisterschaften in Cochabamba. Im Mai belegte sie bei den Ibero-Amerikanischen Meisterschaften in La Nucia mit 4,10 m den vierten Platz und im Oktober gewann sie bei den Südamerikaspielen in Asunción mit derselben Höhe die Bronzemedaille hinter der Venezolanerin Robeilys Peinado und ihrer Landsfrau Juliana Campos.
2023 belegte sie bei den Südamerikameisterschaften in São Paulo mit übersprungenen 4,00 m den vierten Platz und gelangte dann bei den Panamerikanischen Spielen in Santiago de Chile mit derselben Höhe auf Rang neun. Im Jahr darauf musste sie sich bei den Hallensüdamerikameisterschaften in Cochabamba mit 4,00 m nur ihrer Landsfrau Beatriz Chagas geschlagen geben. 2025 gewann sie bei den Hallensüdamerikameisterschaften ebendort mit 4,20 m erneut die Silbermedaille hinter ihrer Landsfrau Chagas. Ende April sicherte sie sich bei den Südamerikameisterschaften in Mar del Plata mit 3,80 m die Silbermedaille hinter ihrer Landsfrau Juliana Campos.